# Facultad de Veterinaria (Universidad de la República)
La Facultad de Veterinaria es una institución pública de Uruguay, la cual forma parte de las quince facultades de la Universidad de la República.  
Cuenta con 3681 estudiantes matriculados, según el VII Censo de Estudiantes Universitarios de Grado, 2012.

## Títulos
La Facultad de Veterinaria otorga con los siguientes títulos de grado y postgrado: 
- Doctorado en Medicina y Ciencias Veterinarias
- Maestría en Nutrición de Rumiantes
- Maestría en Producción Animal
- Maestría en Reproducción Animal
- Maestría en Salud Animal
- Maestría en Educación y Extensión Rural

También cuenta con anexo en el Departamento de Salto, calle Rivera 1350.

## Historia

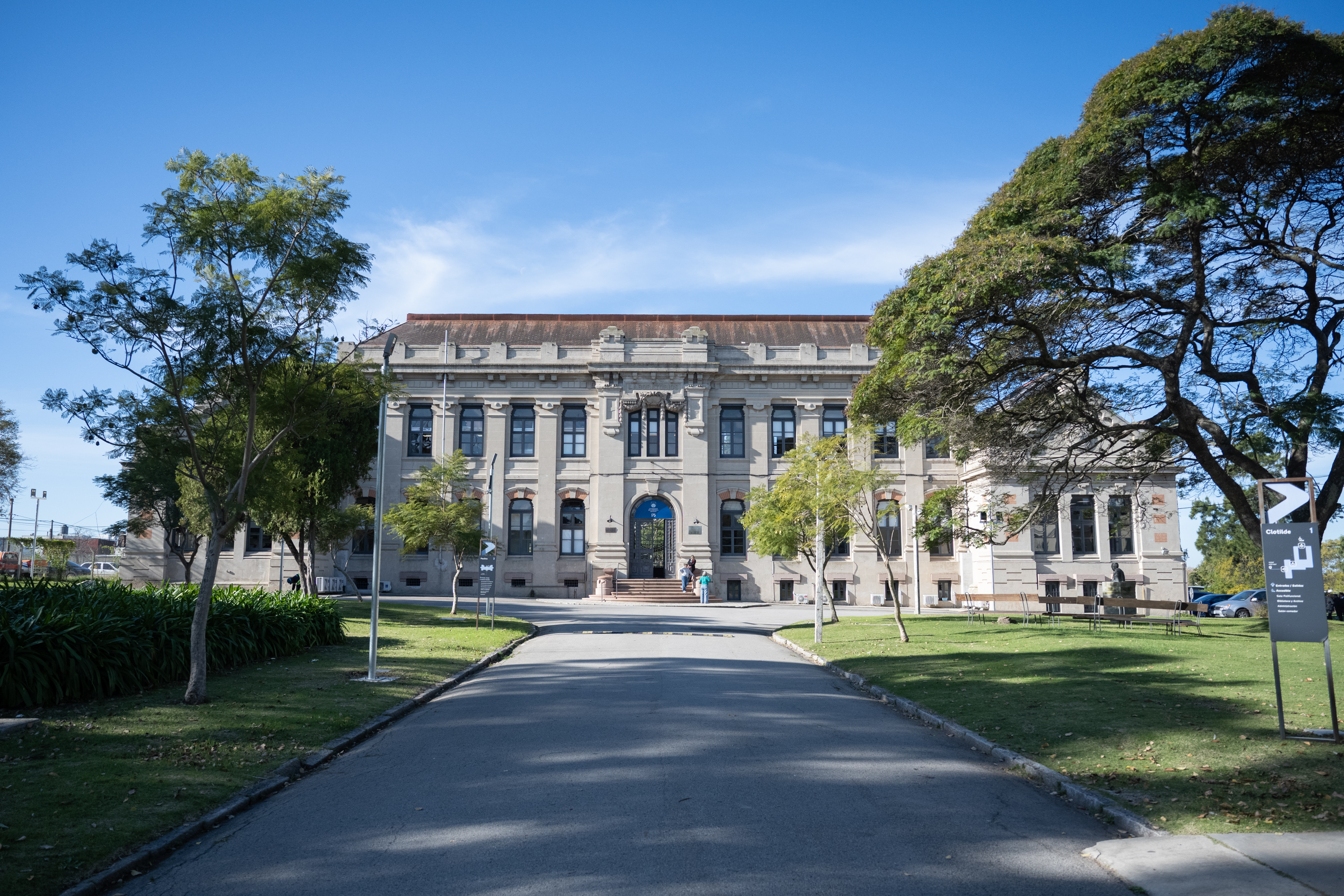
Antigua casa de estudiosde la Facultad de Veterinaria en el barrio Buceo.

El 23 de noviembre de 1903, durante el rectorado del Dr. Claudio Williman y bajo la presidencia de José Batlle y Ordóñez, se aprobó el decreto que incorporó los estudios de Veterinaria a la Facultad de Medicina de la Universidad de la República. 
En junio de 1906 se crea la “Facultad de Agronomía y Veterinaria” mediante decreto conjunto del presidente Batlle y el ministro Alfonso Pacheco, incluyendo ambas carreras bajo un mismo organismo educativo. 
En 1909 es adquirida la antigua quinta de la  amiliaTaranco, un amplio predio de cinco hectáreas sobre el entonces Camino Larrañaga en donde se ubicaria la futura casa de estudios de la institución. En 1910 se inició la construcción del edificio principal con inspiración en la Escuela Veterinaria de Alfortville, Francia, importando materiales directamente de ese país y con diseño del arquitecto Emilio Conforte y del paisajista francés Carlos Racine.   .

En 1918, se aprobó una ley que reorganizó los estudios veterinarios, estableciendo un plan académico formal, nuevas cátedras y financiamiento acorde. 
Hacia 1925, la Escuela dio un paso institucional con la creación de la Facultad de Agronomía, y en 1933, con la ley orgánica de ese año, la Facultad de Veterinaria surgió oficialmente como entidad autónoma dentro de Udelar. 

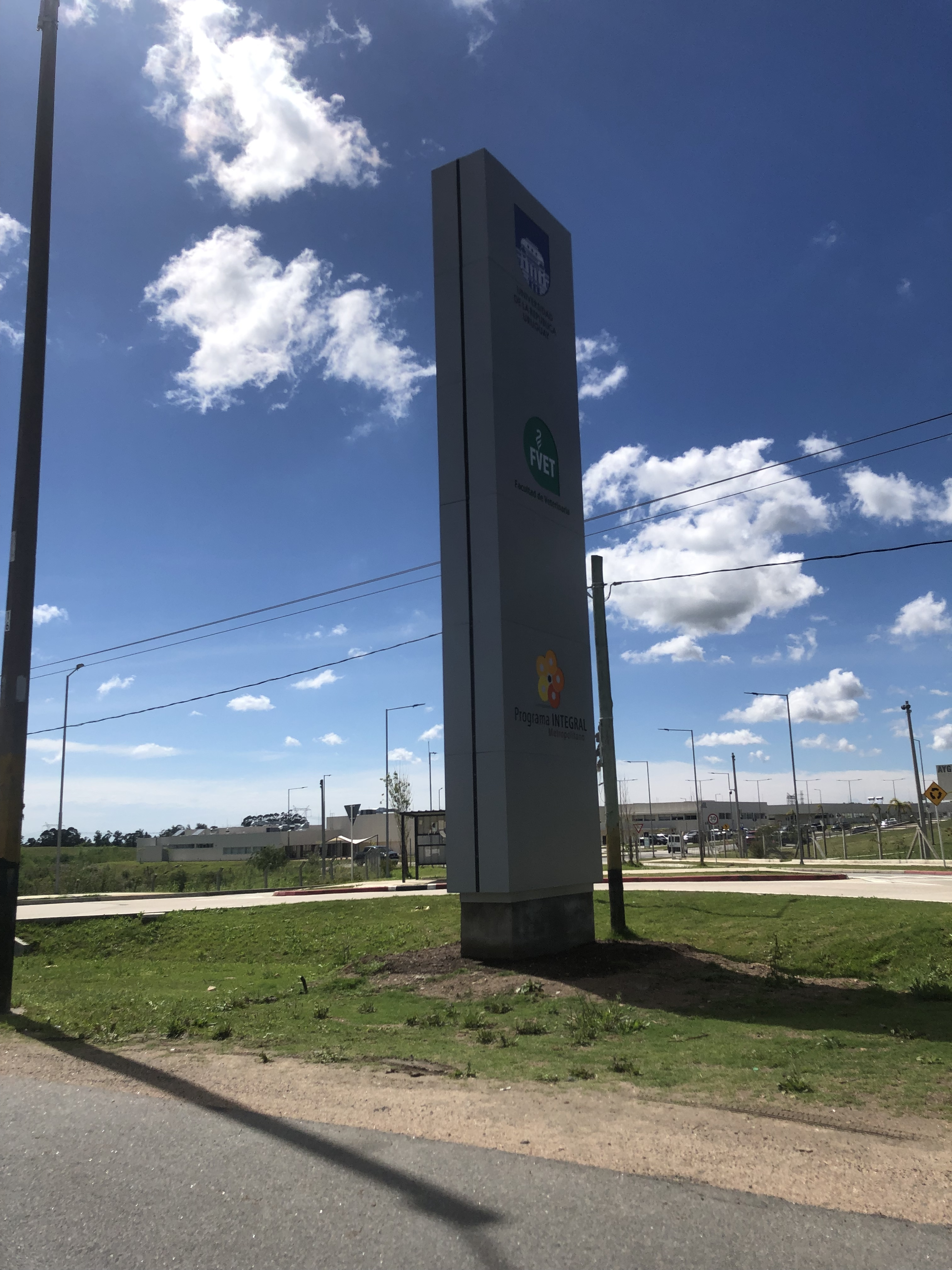
Actual sede de la institución en Villa García.

En septiembre de 2021, fue inaugurada la nueva sede de la Facultad, en la ciudad de Montevideo, sobre la ruta 8 en el barrio de Villa García. El predio cuenta con un total de 20.000 metros cuadrados. 
El nuevo predio, se encuentra cercano al Estadio Campeón del Siglo, a Zonamerica y a los Laboratorios Veterinarios del Ministerio de Ganadería, Agricultura y Pesca.

La facultad de Veterinaria cuenta además con sedes descentralizadas donde se realizan las prácticas de los estudiantes a lo largo de la carrera. Estos son los campos experimentales N° 1 (Ruta 108, Km 11 - Migues - 91004. Canelones) y N° 2 (Ruta 1, Km. 42.5 - Libertad - 80100. San José), el Instituto de Investigaciones Pesqueras - Laboratorio en el litoral atlántico (puerto de La Paloma – Rocha), Estación Experimental Dr. Mario A. Casinoni (Ruta 3 km 363 Paysandú), Policlinica Barrios Unidos (Aparicio Saravia y Timbúes)

También cuenta con otras sedes regionales de la carrera de Facultad de Veterinaria:
- CENUR (centro universitario regional noroeste)
- Centro Universitario Regional Litoral Norte Sede Paysandú
- Sede ecilda paullier (Ruta 1, km 101,500, Localidad Ecilda Paullier, Departamento de San José)
- Sede Rivera (Centro universitario de Rivera, Sarandi 955, Rivera)

## Estudiantes
"En la facultad de veterinaria Fvet, las mujeres superan a los hombres en la cantidad de ingresos y egresos estudiantiles y en docentes, pero, igual que en el conjunto de la udelar, representan menos del 30% entre los profesores titulares."
| 1960 | 1968 | 1974 | 1988 | 1999 | 2007      | 2012 |
| ---- | ---- | ---- | ---- | ---- | --------- | ---- |
| 192  | 635  | 1257 | 1687 | 1629 | 2879/2896 | 3681 |

## Decanos
| Decano                       | Período   |
| ---------------------------- | --------- |
| Dra. Perla Cabrera           | 2008-2012 |
| Dr. Daniel Cavestany Bocking | 2012-2016 |
| Dr. José Piaggio Mazzara     | 2016-2023 |